# Oleg Konstantinovich Antonov
Oleg Konstantinovich Antonovⓘ (tiếng Nga: Оле́г Константи́нович Анто́нов; 7 tháng 2 năm 1906 — 4 tháng 4 năm 1984) là nhà thiết kế máy bay Liên Xô, tiến sĩ khoa học, viện sĩ viện hàn lâm Ukraina 1968, viện sĩ viện hàn lâm Liên Xô năm 1981, anh hùng lao động 1966, đại biểu quốc hội khóa 5, 6 và 7, giải thưởng Stalin 1952 và giải thưởng Lenin 1962.

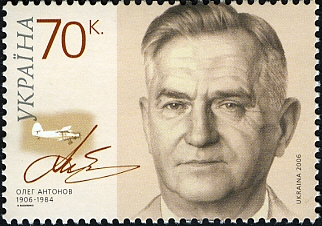

Antonov sinh ra trong một gia đình dân tộc Nga ở Troitsy, Moskva. Năm 1912, nhà Antonov chuyển đến Saratov và ông đi học ở đây. Từ nhỏ, ông đã thích các thứ liên quan đến hàng không và dành nhiều thời gian ở sân bay gần nhà. Năm 17 tuổi, ông thành lập một câu lạc bộ hàng không nghiệp dư và sau đó gia nhập tổ chức tình nguyện nghiên cứu khoa học hàng không, phòng không do chính quyền Liên Xô lập ra. Ông đã thiết kế một chiếc tàu lượn và đoạt giải nhất trong một cuộc thi mà giải thưởng là một chuyến bay bằng máy bay Junker 12.
Năm 1930, ông tốt nghiệp Viện Bách khoa Kalinin ở Leningrad. Ông tiếp tục thiết kế tàu lượn và là nhà công trình sư trưởng của Nhà máy Tàu lượn Moskva từ năm 1931. Thời gian đó, các học viên phi công của Liên Xô đều được yêu cầu trải qua các giờ học và tập bay bằng tàu lượn, nên nhà máy của Antonov đã sản xuất rất nhiều tàu lượn đáp ứng nhu cầu này.
Năm 1938, khi nhà máy tàu lượn nói trên bị đóng cửa, ông chuyển sang làm tổng công trình sư trưởng của Phòng Thiết kế Yakovlev. Năm 1930, một phòng thiết kế mới do ông đứng đầu được thành lập ở Leningrad. Trong Chiến tranh vệ quốc vĩ đại, Antonov đã thiết kế một số tàu lượn dùng cho hoạt động tiếp tế cho du kích và vận chuyển xe tăng. Năm 1943, ông trở lại Phòng Thiết kế Yakovlev làm phó cho Yakovlev. Ông đã có nhiều đóng góp trong việc nâng cấp dòng máy bay chiến đấu Yakovlev trong thời gian chiến tranh.
Sau chiến tranh, ông được giao đứng đầu một phòng thiết kế tuyệt mật mà sau này được gọi là Phòng Nghiên cứu và Thiết kế số 153 mà sau này được gọi là Phòng Nghiên cứu và Thiết kế Antonov. Ban đầu Phòng Thiết kế này ở Novosibirsk. Năm 1952, Phòng 153 của ông chuyển từ Novosibirsk về Kiev, Ukraina. Bắt đầu từ năm 1997, cơ quan của ông đã sản xuất hàng loạt máy bay vận tải turboprop tầm trung.
ngày 4 tháng 4 năm 1984, Antonov qua đời ở Kiev và được an táng tại Nghĩa trang Baikove.
Ông kết hôn ba lần và có bốn người con.

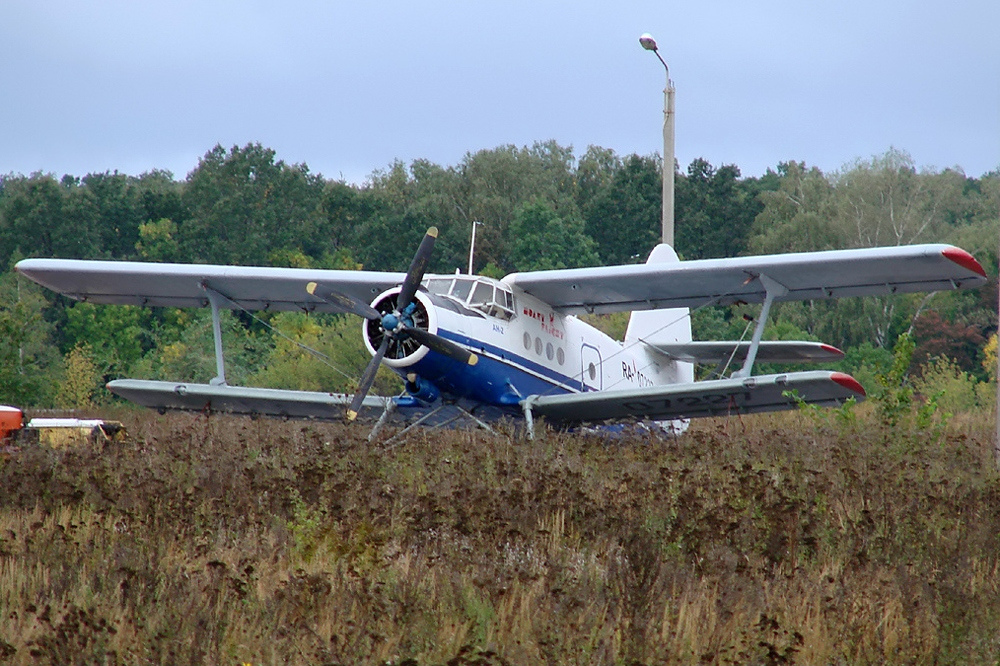
АН-2
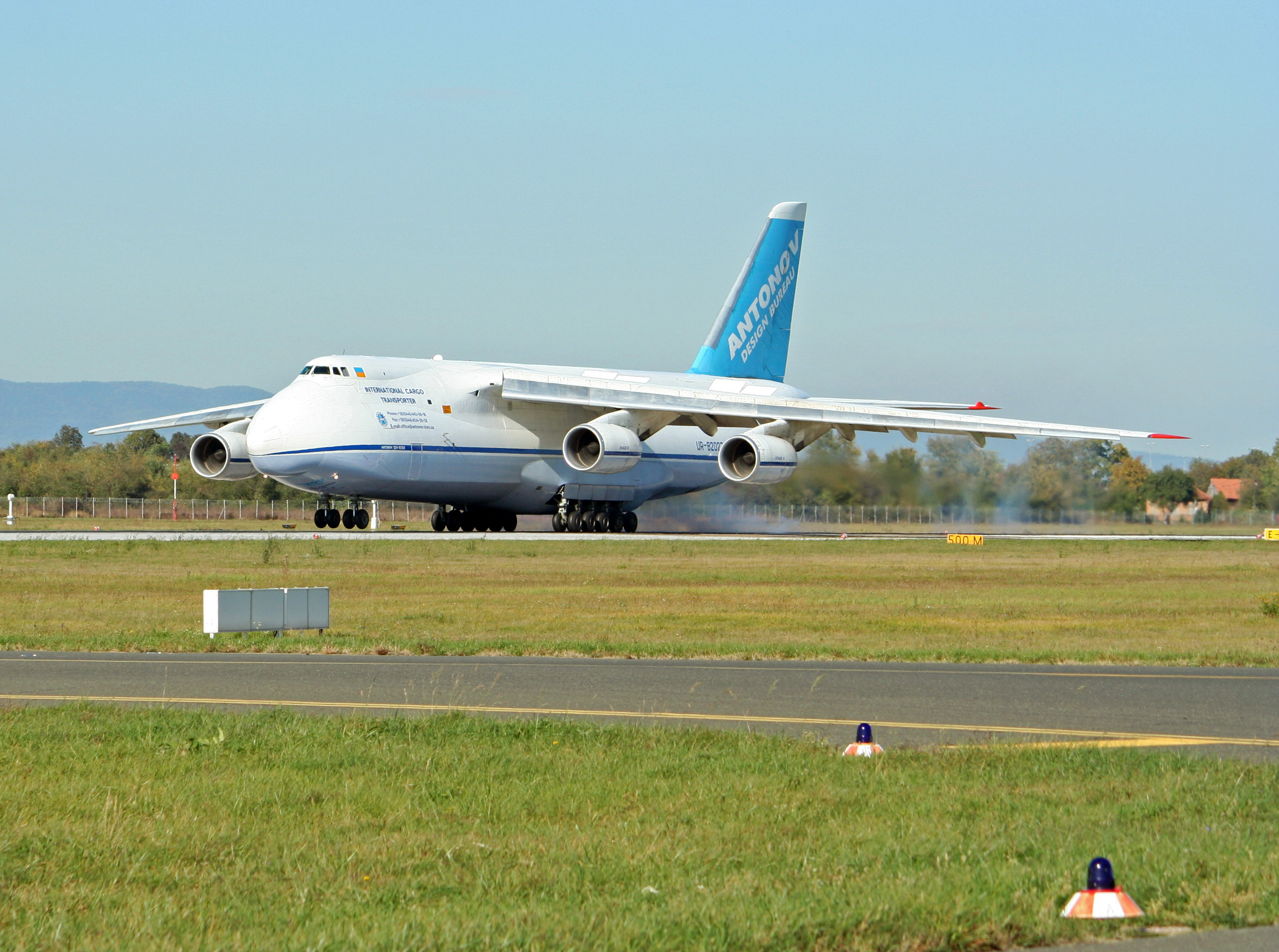
АН-124
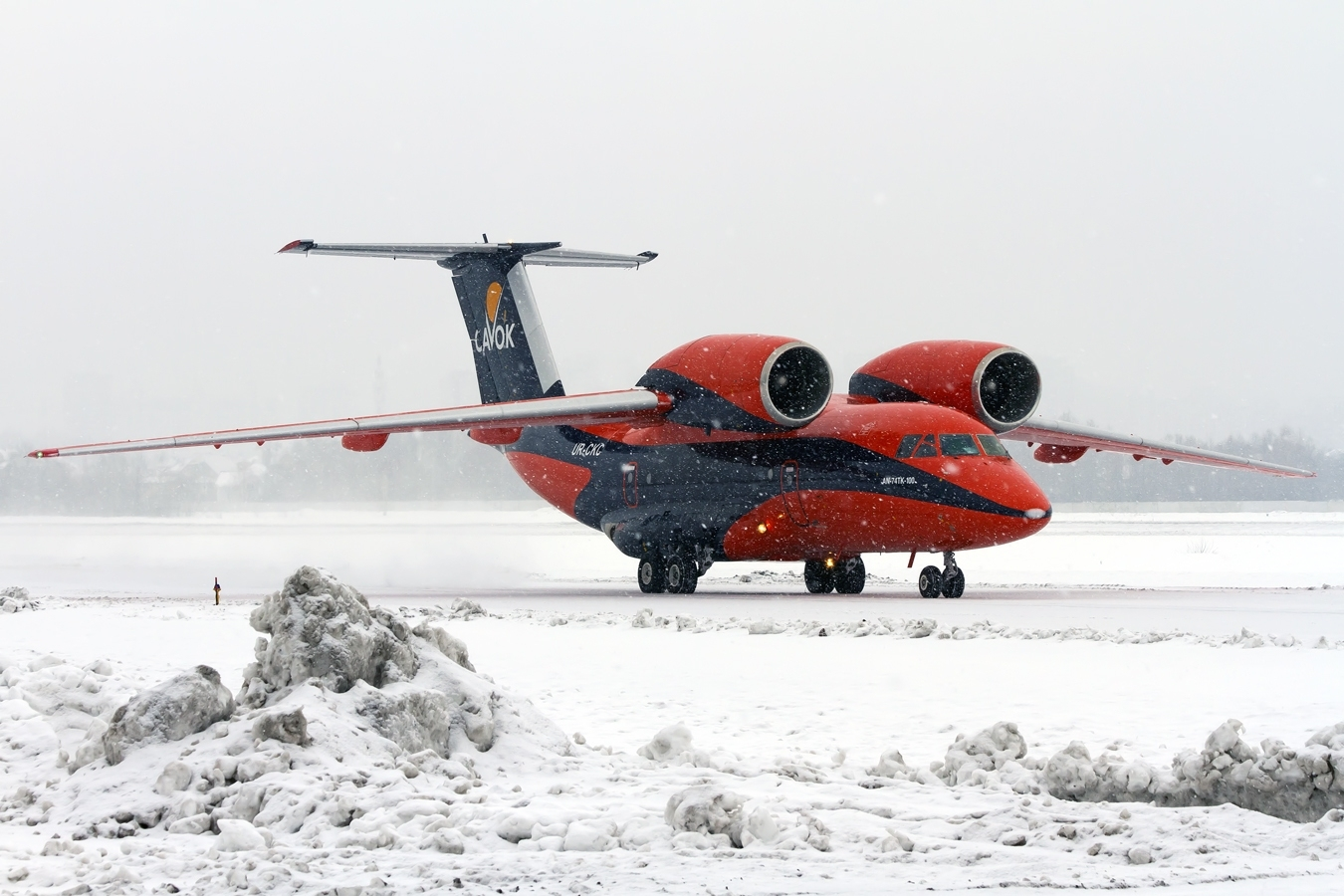
АН-74
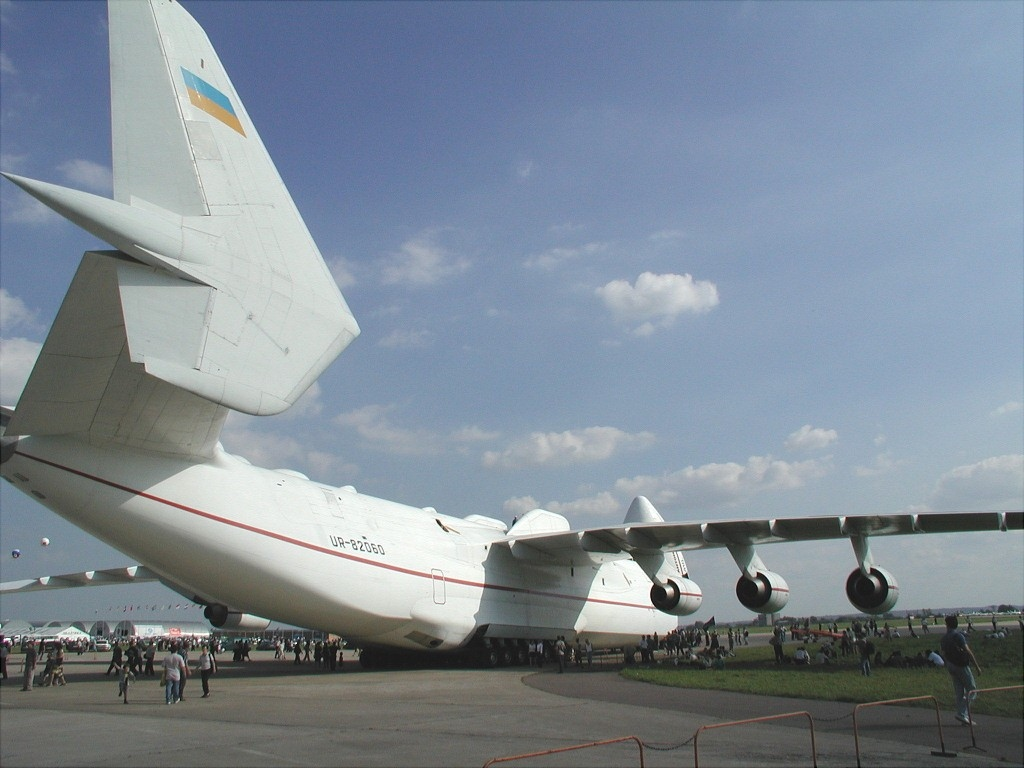
АН-225
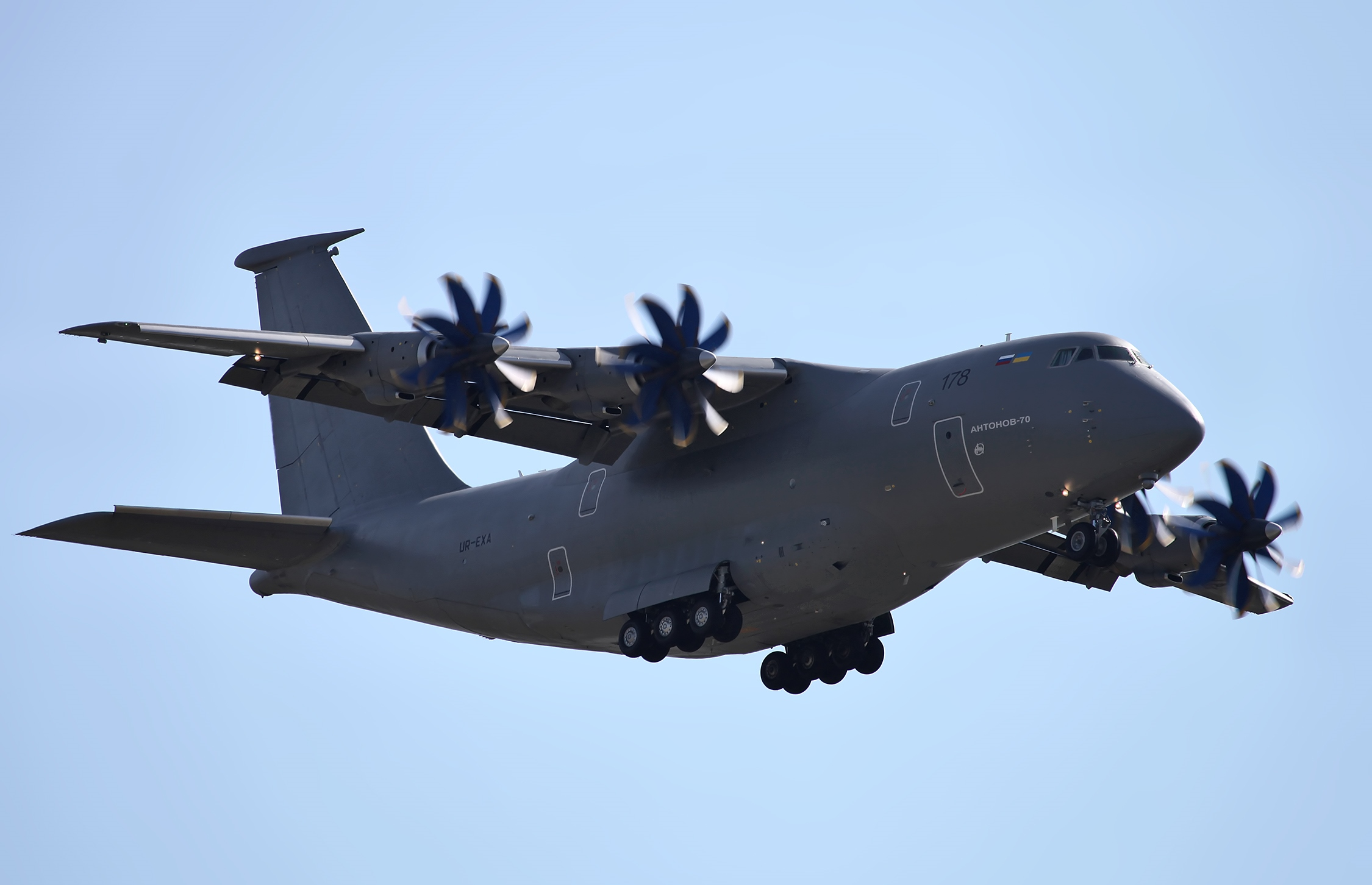
АН-70
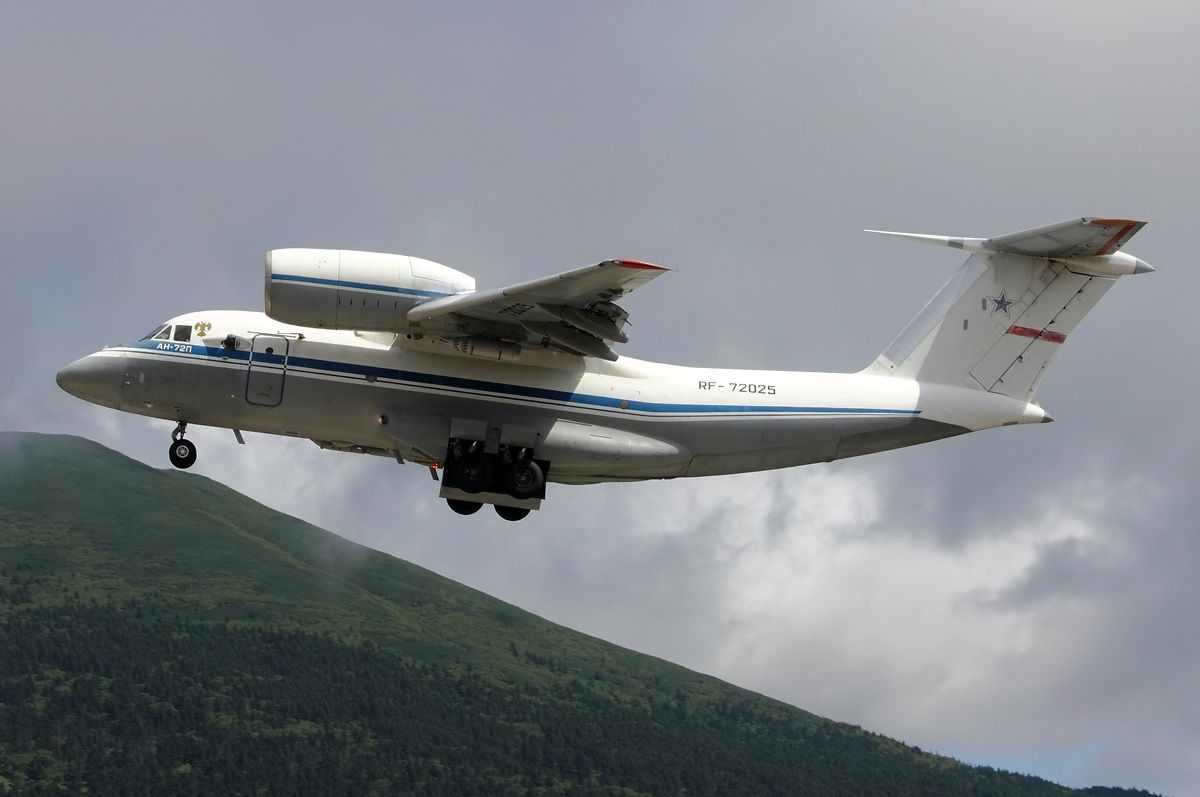
АН-72 с
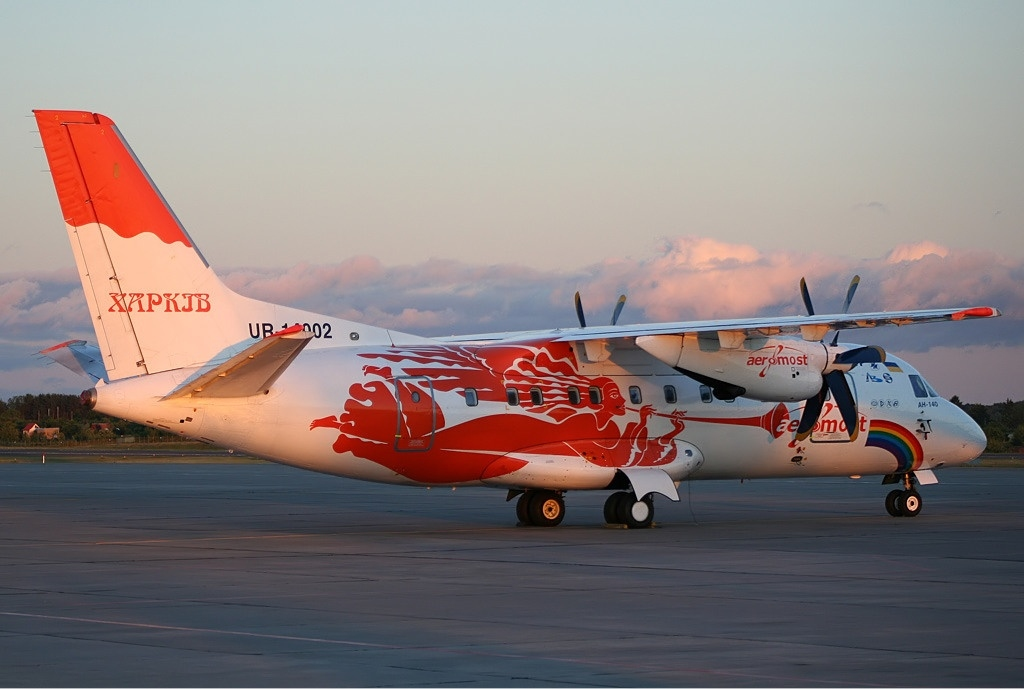
АН-140
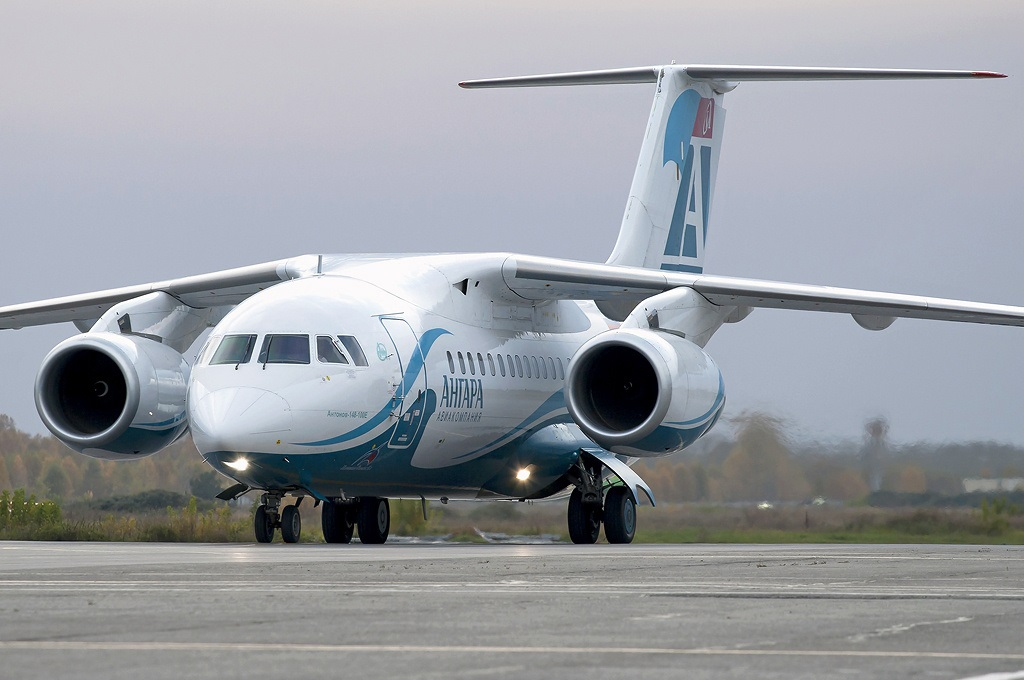
АН-148